# الهجلاه
ال هجلاه یک منطقهٔ مسکونی در یمن است که در استان صنعا واقع شده‌است.